# Henri Chammartin
Henri Chammartin, född 30 juli 1918 i Chavannes, död 30 maj 2011 i Bern, var en schweizisk ryttare.
Chammartin blev olympisk mästare i dressyr vid sommarspelen 1964 i Tokyo.